# Яков Светослав
Яков Светослав (болг. Яков Светослав; ок. 1210-е годы — 1275 или 1276/1277) — видный болгарский дворянин XIII века (болярин) княжеского русского происхождения. Получив титул деспота, Яков Светослав стал правителем большого автономного владения в составе Второго Болгарского царства, скорее всего, расположенной вокруг Софии. Стремясь к дальнейшей независимости и претендуя на титул царя Болгарии, он дважды менял верноподданнические отношения с Болгарией и Венгрией и наоборот, а венгры признавали его болгарский царский титул, считая его своим вассалом и правителем (баном) Видина.

## Болгарский деспот
Точное происхождение Якова Светослава неизвестно. Предположительно он сам был русским дворянином, либо его сыном. Яков или его отец, скорее всего, прибыли в Болгарию с русскими беженцами, бежавших от монгольского нашествия на Русь в первой половине XIII века. Болгарский историк Пламен Павлов считает, что Яков Светослав был потомком князей Киевской Руси, и оценивает его дату рождения как находящуюся в 1210-х или 1220-х годах . В конце 1250-х годов Яков Светослав уже был влиятельным дворянином. Он женился на дочери никейского императора Феодора II Ласкариса от его брака с Еленой, дочерью царя Болгарии Ивана Асеня II. К 1261 году он стал деспотом, высокопоставленным дворянином в болгарской иерархии. Этот титул был пожалован ему, вероятно, его собственным сюзереном, правителем Болгарии, а не византийским императором, возможно, царем Константином Тихом (1257—1277)/ Яков Светослав был близок к болгарскому двору и поклялся в верности Константину. Таким образом, царь сделал его правителем домена, который обычно считается находящимся к югу от Видинской области на Западе Болгарского царства . Византийские источники указывают, что его владения лежали «рядом с Гемусом», таким образом, недалеко от Софии, между венгерскими владениями на севере и Македонией на юге.
В 1261 году Яков Светослав командовал болгарскими войсками в войне против Венгрии близ Северина (Западная Валахия), а в 1262 году он, возможно, сражался против Византии, поскольку византийская армия вторглась в его владения в следующем году во время военной кампании против Болгарии. О продолжающихся связях Якова Святослава с его русской родиной свидетельствует его обращение к болгарскому патриарху. Яков Светослав попросил сделать копию Номоканона, который затем был отправлен Кириллу III, митрополиту Киевскому. Он был дополнен письмом от Якова, в котором дворянин называет митрополита «епископом всей Русской земли»… моих предков". Копия заканчивается отрывком, в котором Яков назван «болгарским деспотом». Он также чеканил свои собственные монеты с несовершенными изображениями Святого Димитрия Солунского или самого Якова, одетого как воин в шлеме и держащего меч.

## Венгерский и болгарский правитель Видина
В 1263 году ситуация в Болгарии была далеко не стабильной, поскольку царь Константин Тих столкнулся как с претензиями на царский трон со стороны своего предшественника Мицо Асеня, так и с масштабным византийским вторжением. Поскольку Константин Тих не смог помочь Якову в борьбе против наступающих византийцев, Яков обратился за помощью к своему северному соседу, венгерскому королю Иштвану V. Венгры изгнали византийцев из владений Якова Светослава и сами вторглись на контролируемые Византией территории. Спасенный от византийской угрозы, деспот Яков Светослав подчинился венгерскому сюзеренитету. Иштван V назначил его правителем Видинской области на Дунае, ранее находившейся под управлением покойного князя Ростислава Михайловича, и позволил ему сохранить свои земли на юге. Если бы не назначение Якова Светослава венгерским вассалом в Видине, Болгария восстановила бы контроль над городом в 1263 году.
Однако в 1264 году Венгрия была втянута в очередную гражданскую войну между Иштваном V и его отцом Белой IV. Опасаясь болгарского возмездия и отсутствия венгерской поддержки в случае победы Белы IV, в 1265 году деспот Яков Светослав отказался от присяги на верность Венгрии и признал власть болгарского царя Константина Тиха. Царь и деспот пересекли Дунай в 1265 году и напали на венгерские крепости к северу от реки. Однако к весне 1266 года Иштван V утвердился в качестве единственного правителя Венгрии и 23 июня 1266 года после непродолжительной осады отвоевал Видин у Якова Светослава. В ответ венгерские войска опустошили провинцию Видин и вступили в собственные болгарские владение Константина Тиха. Несмотря на сопротивление болгар, венгры подчинили себе целый ряд городов, в том числе Плевен. Несмотря на предыдущее отступничество Якова Святослава, венгры восстановили его в качестве марионеточного правителя Видинской области. В 1266 году он даже упоминался как «царь Болгар» (imperator Bulgarorum) в венгерских источниках, возможно, чтобы стимулировать соперничество между Константином Тихом и Яковом Святославом за болгарский престол или просто удовлетворить амбиции Якова.

## Окончательное подчинение Болгарии и смерть
Смерть короля Венгрии Иштвана V в 1272 году означала, что ему наследовал его малолетний сын Ласло IV, а вдовствующая супруга и мать мальчика, Елизавета Куманская, стала регентшей королевства. В то время деспот Яков Светослав все еще держал Видин в качестве венгерского вассала. Возможно, в 1273 году венгерское правление в Браничево, к западу от владений деспота Якова, было прекращено двумя болгарскими боярами, Дорманом и Куделиным. Отрезанный от своих венгерских сюзеренов и столкнувшийся с угрозой болгарского нападения с востока, Яков Светослав вновь подчинился царю Болгарии Константину Тиху. Он прибыл в столицу Тырново, чтобы договориться о его подчинении с супругой Константина Марией Палеологиной Кантакузин, который был доминирующей фигурой в царстве из-за паралича царя. Там Яков Светослав был официально усыновлен гораздо младшей Марией в качестве её второго сына после новорожденного наследника Михаила Асена II. Это решение укрепило связи Якова с болгарским двором и означало, что он мог безопасно сохранить свои автономные владения в качестве болгарского вассала. Он также лелеял надежду взойти на царский престол, свергнув Михаила Асеня после смерти Константина Тиха . Подозревая об этих неверных намерениях Якова, супруга Константина Мария Палеологина, как полагают, отравила его. Яков Светослав умер в 1275 или 1276/1277 году, незадолго до восстания Ивайло.
Хотя судьба самого города Видина неясна, по крайней мере часть владений Якова Светослава была, несомненно, возвращена в состав Болгарского царства после его смерти. Одной из таких территорий была область Сврльджиг, лежащая к юго-западу от Видина, которая в 1278 году была задокументирована как принадлежащая Болгарии.